# 둥근잎천남성
둥근잎천남성은 천남성과 천남성속의 여러해살이풀이다. 학명은 아리사에마 아무렌세(Arisaema amurense). 러시아 극동 지방과 중국, 북한 일대에 분포한다.
한국·중국 등지에 분포하는 여러해살이풀로 성사두초·남생이라고도 한다. 산지의 그늘지고 습한 곳에서 자란다. 구경은 지름 2-4cm이고 편평하며, 주위에 2-3개의 작은 구경이 달리고 윗부분에서 수염뿌리가 사방으로 퍼진다. 줄기는 높이 15-30cm로서 검은 녹색이고 간혹 자줏빛 반점이 있으며 1개의 잎이 달린다. 잎은 잎자루가 길고 11개의 작은잎으로 이루어져 있다. 작은잎은 길이 10-20cm의 달걀모양 바소꼴이나 거꿀달걀모양바소꼴이며, 가장자리에 톱니가 있다. 꽃은 5-7월에 피며 암수딴그루이고 줄기 끝에서 육수꽃차례로 달린다. 불염포는 녹색이며 통 길이가 8cm 정도이고, 윗부분이 모자처럼 앞으로 꼬부라지며 끝이 뾰족하다. 꽃밥은 자줏빛이고 씨방은 녹색이다. 열매는 장과이며 옥수수알처럼 모여 달리고 10월에 붉은색으로 익는다. 유사종으로 불염포가 자줏빛이 도는 보랏빛이고 세로로 흰색 줄이 있는 것을 남산천남성, 작은잎에 톱니가 없고 불염포가 녹색인 것을 둥근잎 천남성이라고도 한다. 유독성 식물이며, 옛날에는 사약으로 쓰였으나 알줄기는 조습, 화담, 거풍, 정경, 소종, 산결의 효능이 있고 구안와사, 중풍담연, 구토, 경련, 반신불수, 전간(뇌전증) , 나력, 사력충교상을 치료한다.

## 참고 문헌
- 이 문서에는 다음커뮤니케이션(현 카카오)에서 GFDL 또는 CC-SA 라이선스로 배포한 글로벌 세계대백과사전의 "천남성" 항목을 기초로 작성된 글이 포함되어 있습니다.